# Schildvissen
De Schildvissen (Gobiesocidae) zijn een familie van straalvinnige vissen.

## Classificatie
De familie wordt door Fishbase ingedeeld onder een aparte orde, de Schildvisachtigen (Gobiesociformes), terwijl ITIS ze plaats in de orde van de Baarsachtigen (Perciformes).
Ook zijn de volgende synoniemen van deze familie bekend:
- Alabetidae
- Cheilobranchidae
- Cheilobranchinae
- Gobiesocinae

## Geslachten
De taxonomie volgens Fishbase:
- Acyrtops L. P. Schultz, 1951
- Acyrtus L. P. Schultz, 1944
- Alabes Cloquet, 1816
- Apletodon Briggs, 1955
- Arcos L. P. Schultz, 1944
- Aspasma D. S. Jordan & Fowler, 1902
- Aspasmichthys Briggs, 1955
- Aspasmodes J. L. B. Smith, 1957
- Aspasmogaster Waite, 1907
- Chorisochismus Brisout de Barneville, 1846
- Cochleoceps Whitley, 1943
- Conidens Briggs, 1955
- Creocele Briggs, 1955
- Dellichthys Briggs, 1955
- Derilissus Briggs, 1969
- Diademichthys Pfaff, 1942
- Diplecogaster Fraser-Brunner, 1938
- Diplocrepis Günther, 1861
- Discotrema Briggs, 1976
- Eckloniaichthys J. L. B. Smith, 1943
- Gastrocyathus Briggs, 1955
- Gastrocymba Briggs, 1955
- Gastroscyphus Briggs, 1955
- Gobiesox Lacépède, 1800
- Gouania Nardo, 1833
- Gymnoscyphus J. E. Böhlke & C. R. Robins, 1970
- Haplocylix Briggs, 1955
- Kopua Hardy, 1984
- Lecanogaster Briggs, 1957
- Lepadichthys Waite, 1904
- Lepadogaster Gouan, 1770
- Liobranchia Briggs, 1955
- Lissonanchus J. L. B. Smith, 1966
- Modicus Hardy,
- Opeatogenys Briggs, 1955
- Parvicrepis Whitley, 1931
- Pherallodichthys Shiogaki & Dotsu, 1983
- Pherallodiscus Briggs, 1955
- Pherallodus Briggs, 1955
- Posidonichthys Briggs, 1993
- Propherallodus Shiogaki & Dotsu, 1983
- Rimicola D. S. Jordan & Evermann, 1896
- Sicyases J. P. Müller & Troschel, 1843
- Tomicodon Brisout de Barneville, 1846
- Trachelochismus Brisout de Barneville, 1846